# Ion Izagirre
Ion Izagirre Intxausti (Ormaiztegi, 1989. február 4. –) spanyol-baszk profi kerékpáros. Jelenleg a francia Cofidis-ben versenyez. Édesapja, Jose Ramon Izagirre is kerékpárversenyző volt. Testvére, Gorka Izagirre.

## Eredményei
2009
1., 4. szakasz - Bizkaiko Bira
1. - Memorial Angel Mantecon
2011
4. - Prueba Villafranca de Ordizia
2012
3. - Les Boucles du Sud Ardèche